# Alice's Tin Pony
Série Alice Comedies
Alice the Jail Bird
(1925) Alice Plays Cupid
(1925)
Pour plus de détails, voir Fiche technique et Distribution.
Alice's Tin Pony est un court métrage d'animation américain muet de la série Alice Comedies sorti en 1925.

## Synopsis
Alice et Julius sont dans un train qui contient une importante somme d'argent destinée à payer les employés. Cet argent attire la bande de Pete, qui décide d'attaquer et de dévaliser le train.

## Fiche technique
- Titre original : Alice's Tin Pony
- Série : Alice Comedies
- Réalisation : Walt Disney
- Animation : Ub Iwerks, Rollin Hamilton, Thurston Harper, Hugh Harman, Rudolf Ising
- Encrage et peinture : Lillian Bounds, Irene Hamilton, Hazelle Linston, Walker Harman
- Photographie : Rudolf Ising
- Montage  : Georges Winkler
- Production :  Walt Disney
- Société de production : Disney Brothers Studios
- Société de distribution : Margaret J. Winkler (1925) ; Syndicate Pictures (1929, version sonorisée)
- Pays :  États-Unis
- Format d'image : noir et blanc - 35 mm - 1,37:1 - muet
- Genre : animation et prises de vues réelles
- Durée : 7 min 02
- Dates de sortie : 
  - Version muette : 15 août 1925[1]  ; 20 septembre 1925 au Warner's Theater de New York en première partie de Les Limiers (Below the Line)
  - Version sonorisée : 15 septembre 1929

Source : Walt in Wonderland

## Distribution
- Margie Gay : Alice

## Commentaires
Produit du 18 juin au 14 juillet 1925, le film a été livré le 23 juillet 1925. 